# Belmont (Ain)
Pour les articles homonymes, voir Belmont.
Belmont est une ancienne commune française du département de l'Ain. En 1974, la commune fusionne avec Luthézieu pour former la commune de Belmont-Luthézieu.

## Histoire
Entre 1790 et 1794, Belmont absorbe Champdossin.
Le 1er novembre 1974, la commune fusionne avec Luthézieu pour former Belmont-Luthézieu. Belmont est le chef-lieu et Luthézieu obtient le statut de commune associée jusqu'au 1er décembre 1997 où la fusion simple est actée.

## Politique et administration

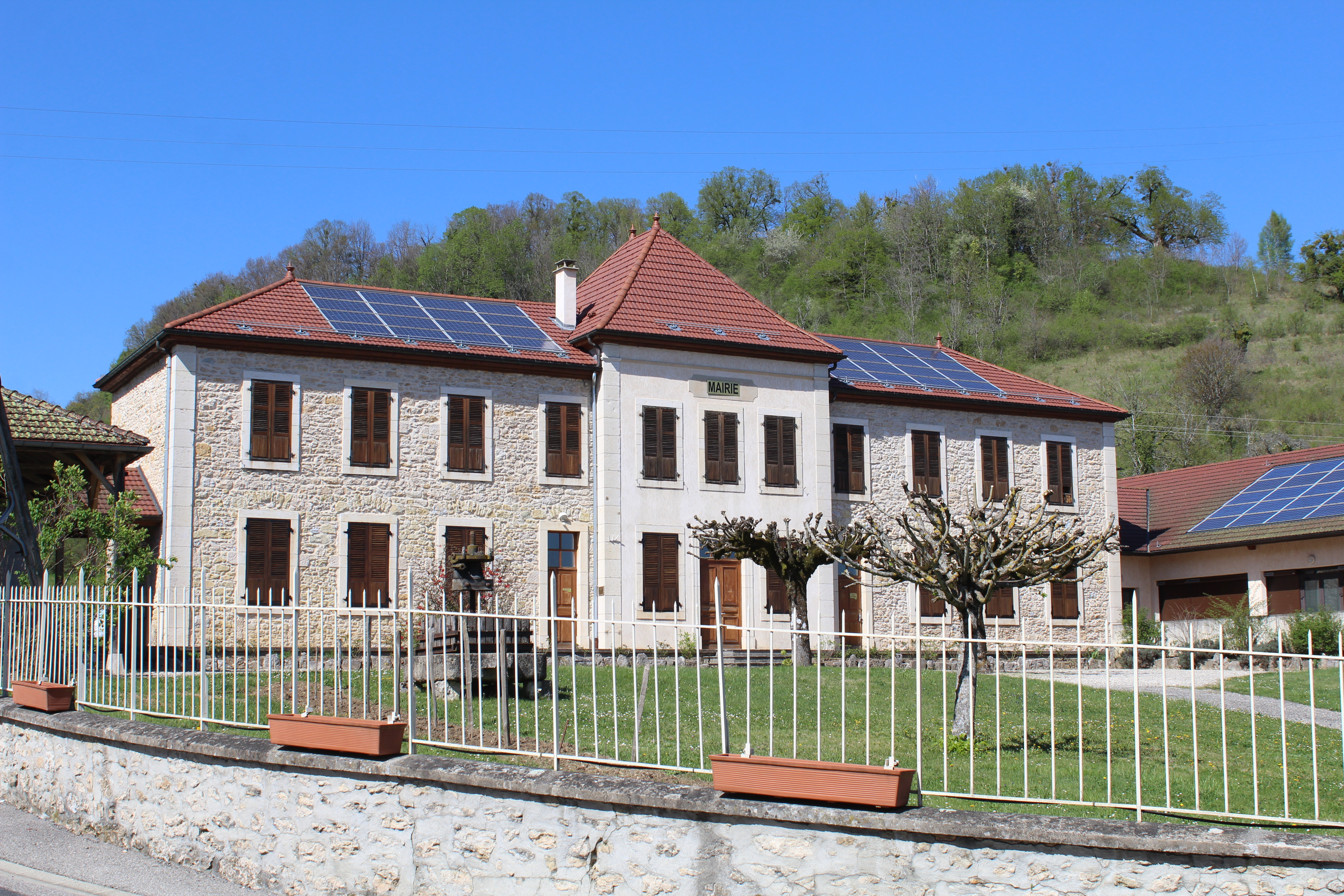
Mairie.

## Population et société

### Démographie
| 1793 | 1800 | 1806 | 1821 | 1831 | 1836 | 1841 | 1846 | 1851 |
| ---- | ---- | ---- | ---- | ---- | ---- | ---- | ---- | ---- |
| 575  | 460  | 609  | 565  | 665  | 682  | 721  | 756  | 738  |

| 1856 | 1861 | 1866 | 1872 | 1876 | 1881 | 1886 | 1891 | 1896 |
| ---- | ---- | ---- | ---- | ---- | ---- | ---- | ---- | ---- |
| 739  | 733  | 735  | 724  | 642  | 608  | 626  | 610  | 628  |

| 1901 | 1906 | 1911 | 1921 | 1926 | 1931 | 1936 | 1946 | 1954 |
| ---- | ---- | ---- | ---- | ---- | ---- | ---- | ---- | ---- |
| 600  | 551  | 509  | 418  | 401  | 380  | 361  | 342  | 270  |

| 1962 | 1968 | - | - | - | - | - | - | - |
| ---- | ---- | - | - | - | - | - | - | - |
| 275  | 240  | - | - | - | - | - | - | - |

## Culture locale et patrimoine

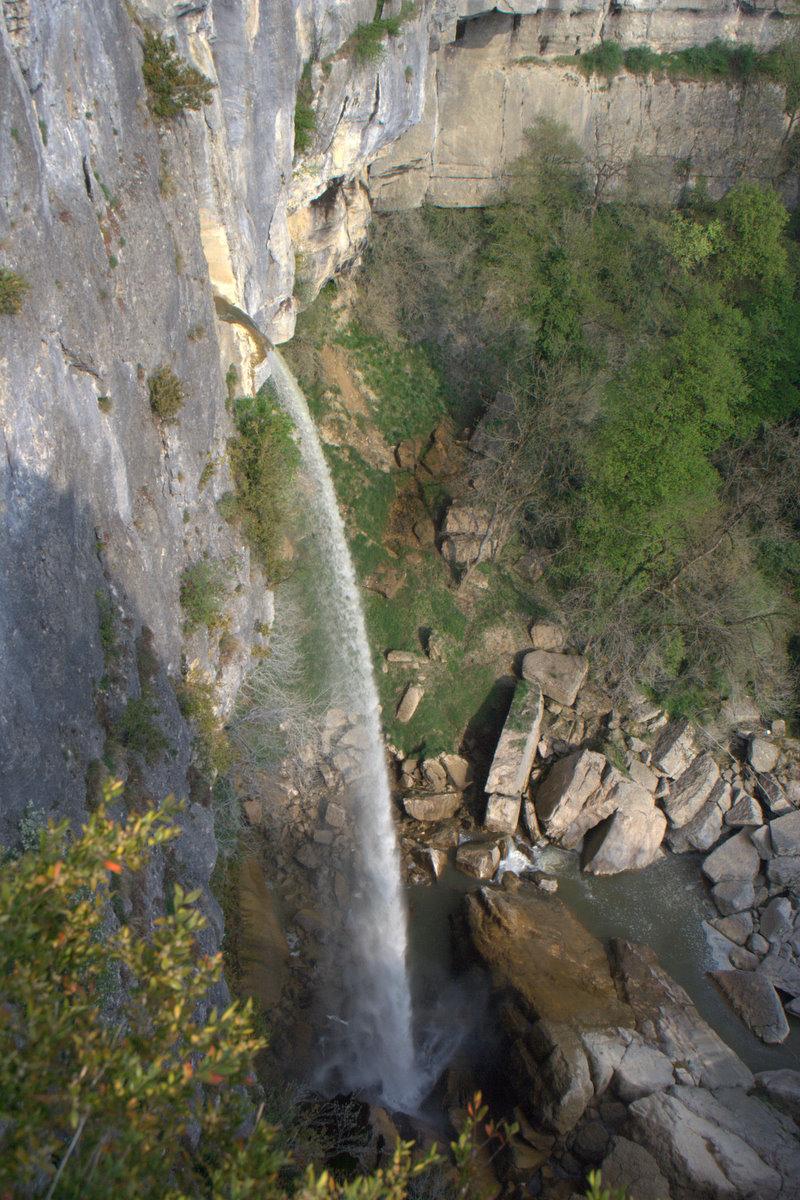
Cascade de Cerveyrieu.

### Lieux et monuments
- Église Saint-Oyen
- Gorges de Thurignin
- Cascade de Cerveyrieu

## Pour approfondir